# Gran Premi Ciclista de Montreal 2018
El Gran Premi Ciclista de Montreal 2018 fou la novena edició del Gran Premi Ciclista de Montreal. La cursa es disputà el 8 de setembre de 2018. Aquesta fou la 34a prova de l'UCI World Tour 2018. Junt amb la Volta a Califòrnia i el Gran Premi Ciclista de Quebec, són les úniques proves del World Tour que es disputen a Amèrica del Nord.
El vencedor fou l'australià Michael Matthews (Team Sunweb). En segona posició acabà l'italià Sonny Colbrelli (Bahrain-Merida), mentre el belga Greg Van Avermaet (BMC Racing Team) fou tercer.

## Participants
En aquesta edició hi van prendre part 21 equips: els 18 equips World Tour, dos equips continentals professionals i una selecció nacional.
| WorldTeams (18)- AG2R La Mondiale - Astana - Bahrain-Merida - BMC Racing Team - Bora-Hansgrohe - Dimension Data - EF Education First-Drapac p/b Cannondale - Groupama-FDJ - Katusha-Alpecin - Lotto NL-Jumbo - Lotto Soudal - Mitchelton-Scott - Movistar Team - Quick-Step Floors - Sky - Team Sunweb - Trek-Segafredo - UAE Team Emirates Equips continentals professionals (2)- Israel Cycling Academy - Rally Cycling Equip nacional- Canadà |
| |

## Classificació final
| \| Classificació general \| Classificació general \| Classificació general \| Classificació general \| Classificació general \| \| Corredor \| Corredor \| Equip \| Temps \| \| \| --------------------- \| -------------------------- \| --------------------- \| --------------------- \| --------------------- \| \| 1r \| Michael Matthews \| Team Sunweb \| 5h 19' 27" \| \| \| 2n \| Sonny Colbrelli \| Bahrain-Merida \| + 0" \| \| \| 3r \| Greg Van Avermaet \| BMC Racing Team \| + 0" \| \| \| 4t \| Oliver Naesen \| AG2R La Mondiale \| + 0" \| \| \| 5è \| Timo Roosen \| LottoNL-Jumbo \| + 0" \| \| \| 6è \| Rui Alberto Faria da Costa \| UAE Team Emirates \| + 0" \| \| \| 7è \| Diego Ulissi \| UAE Team Emirates \| + 0" \| \| \| 8è \| Michael Valgren Andersen \| Astana \| + 0" \| \| \| 9è \| Patrick Konrad \| Bora-Hansgrohe \| + 0" \| \| \| 10è \| Edvald Boasson Hagen \| Dimension Data \| + 0" \| \| |                            |                   |            |
| |                            |                   |            |
| Font: ProCyclingStats |                            |                   |            |
| Classificació general |                            |                   |            |
| Corredor | Corredor                   | Equip             | Temps      |
| 1r | Michael Matthews           | Team Sunweb       | 5h 19' 27" |
| 2n | Sonny Colbrelli            | Bahrain-Merida    | + 0"       |
| 3r | Greg Van Avermaet          | BMC Racing Team   | + 0"       |
| 4t | Oliver Naesen              | AG2R La Mondiale  | + 0"       |
| 5è | Timo Roosen                | LottoNL-Jumbo     | + 0"       |
| 6è | Rui Alberto Faria da Costa | UAE Team Emirates | + 0"       |
| 7è | Diego Ulissi               | UAE Team Emirates | + 0"       |
| 8è | Michael Valgren Andersen   | Astana            | + 0"       |
| 9è | Patrick Konrad             | Bora-Hansgrohe    | + 0"       |
| 10è | Edvald Boasson Hagen       | Dimension Data    | + 0"       |